# Kroktjärnen (Dorotea socken, Lappland, 713028-152230)
Kroktjärnen är en sjö i Dorotea kommun i Lappland och ingår i Ångermanälvens huvudavrinningsområde.